# Rhodostrophia cuprinaria
Rhodostrophia cuprinaria là một loài bướm đêm trong họ Geometridae.